# Мак и Девин идут в среднюю школу
«Мак и Девин идут в среднюю школу» англ. Mac & Devin Go to High School — американский короткометражный художественный фильм-комедия 2012 года с участием рэперов Snoop Dogg и Wiz Khalifa (первое появление на экране). Режиссёр Дилан Браун. Сюжет построен вокруг курения каннабиса.
Фильм вышел на DVD и Blu-ray 3 июля 2012 года. За полгода до этого, 13 декабря 2011 года, в продажу поступил саундтрек к фильму.

## Сюжет
Действие фильма происходит в одной из средних школ Лос-Анджелеса. Девин Оверстрит изо всех сил пытается сочинить выпускную речь. Он понимает, что школа не может дать ему тех знаний чтобы поступить в институт. Мак Джонсон -  парень, который уже 15 лет не может окончить школу, знакомится с новой учительницей химии. Вскоре он понимает: чтобы добиться её, он должен окончить школу. Мака и Девина ставят сделать один проект по химии. Со временем они становятся друзьями. И в последующие три недели они вместе развлекаются, куря марихуану и заигрывая с девушками. В итоге они попадают в тюрьму на день.
Вот настает время защиты проекта по химии, но Девин не смог найти способ создания нового источника энергии. Как только Мак вернулся домой, раскурил «косяк», и начал стряхивать пепел в ёмкость с экспериментами Девина, изобретение начинает работать. Они защищают проект, Мак отвечает на вопрос вице-директора школы, и оба оканчивают школу.

## В ролях
- Snoop Dogg в роли Мака Джонсона
- Wiz Khalifa в роли Девина Оверстрита
- Майк Эппс в роли учителя Армстронга
- Тиара Мари в роли учительницы Хук
- Лунелл Кэмпбелл в роли мисс Каммингс
- Пол Яконо в роли Махамона
- Энди Милонакис в роли инвалида
- Мистикал в роли Слоу Бурна

### Роли второго плана
- Саманта Коул в роли Жасмин
- Дон «Мэджик» Жуан в роли уборщика
- Winston Francis в роли растаманщика
- Дерек Ди в роли ассистента
- Тени Пэносиан в роли Эшли
- Кендре Берри в роли студента в кабинете химии
- Алисия Монет в роли Джубилэнс
- Аффион Крокет в роли капитана Куша

### Студенты
- Far East Movement
- YG
- Tyga
- Julian (The Rangers)
- Langston (The Rangers)
- Day Day (The Rangers)
- James Koo
- Britaniya Philmon
- Miriam Habtemariam
- Hadan Yovsef
- Jeffrey Cannady
- Michael Kato
- Ashton Winger
- Charles E. Major III
- Morgan M Moten
- Kofi Rogers
- OverDoz
- Myles Tufts
- Kamsi Azike
- Mr. Capala
- Mr. Burt
- Mr. Torres
- Ms. Castillo

## Саундтрек
Саундтрек к фильму был выпущен 13 декабря 2011 года. Альбом вышел с названием Mac & Devin Go to High School. Трек «Young, Wild & Free» с участием Бруно Марс оказал огромный успех во всем мире, и была самой популярной песней из всего саундтрека. В первую неделю, трек продано 159 000 цифровых копий, дебютировал под номером десять на Billboard Hot 100, и на сорок четвёртой на канадской Hot 100. Snoop Dogg рассказал в интервью, что успех саундтрека дал ему вдохновение придумать фильм, основанный на песне Young, Wild & Free. Достаточно скоро, в марте 2012 года было объявлено, что Snoop Dogg и Wiz Khalifa будут играть главную роль в фильме.